# Erich von Oldershausen

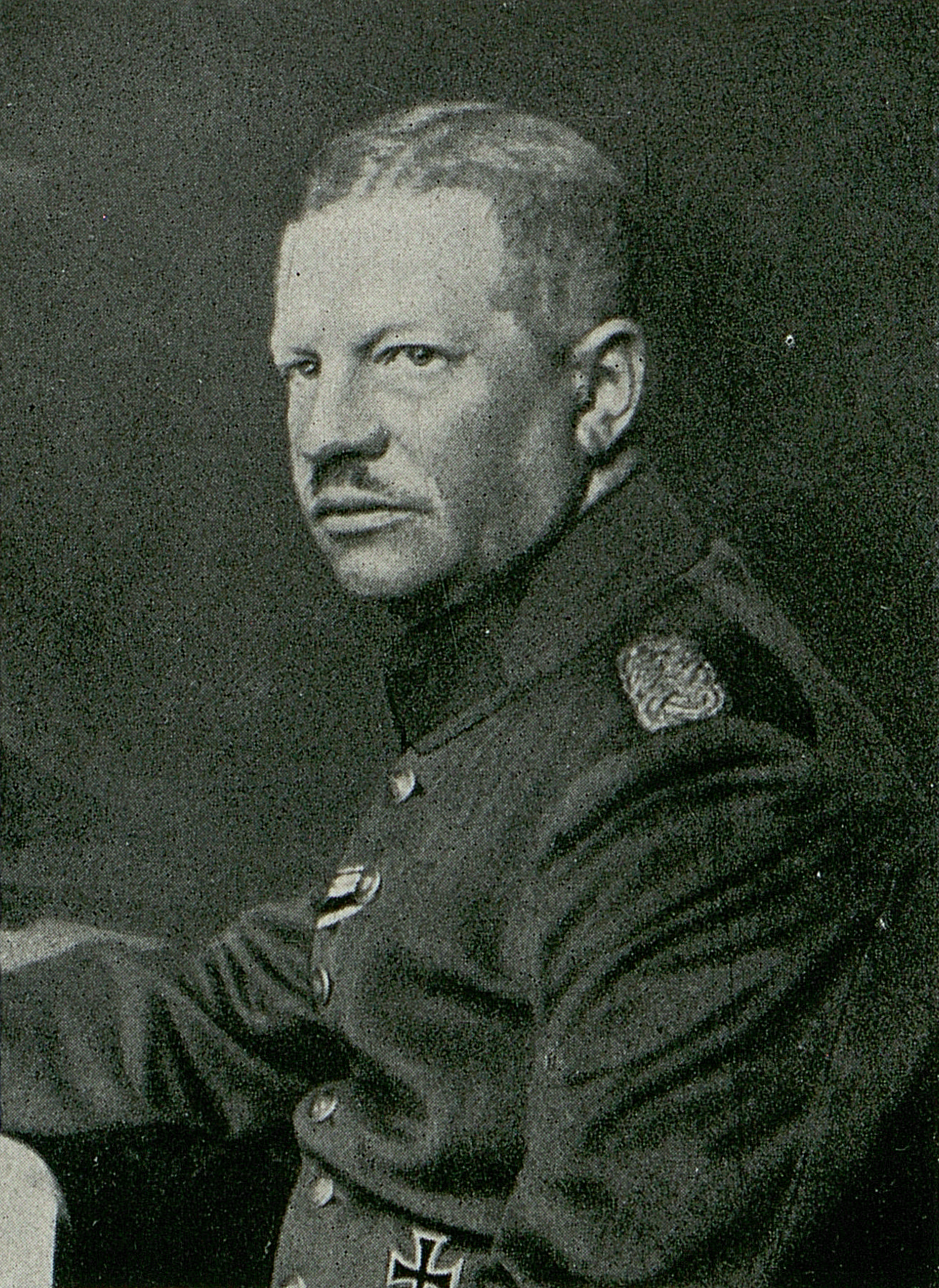
Erich von Oldershausen

Erich Ludwig Klaus August Freiherr von Oldershausen (* 10. Januar 1872 in Hildesheim; † 15. November 1945 in Anklam) war ein deutscher Generalleutnant sowie während des Ersten Weltkriegs ab November 1916 Chef des strategisch wichtigen Feldeisenbahnwesens.

## Leben

### Herkunft
Erich entstammte dem niedersächsischen Uradelsgeschlecht von Oldershausen. Er war der jüngste Sohn des k.u.k. Rittmeisters Ernst von Oldershausen (1827–1895) und dessen Ehefrau Auguste, geborene Haller (1837–1917). Sein ältester Bruder Martin avancierte später ebenfalls zum Generalleutnant.

### Militärkarriere
Oldershausen trat am 8. März 1889 aus dem Kadettenkorps kommend als Fahnenjunker in das 1. Jäger-Bataillon Nr. 12 der Sächsischen Armee in Freiberg ein. Hier wurde er am 14. November 1889 zum Fähnrich ernannt sowie am 22. September 1890 zum Sekondeleutnant befördert. Als solchen kommandierte man ihn vom 1. Oktober 1897 bis 21. Juli 1900 zur Preußischen Kriegsakademie nach Berlin. Zwischenzeitlich hatte Oldershausen am 25. Oktober 1897 seine Beförderung zum Premierleutnant erhalten. Er kehrte dann für ein halbes Jahr zu seinem Stammtruppenteil zurück und erhielt eine weitere Kommandierung. Dieses Mal vom 23. März 1901 bis 25. März 1903 zum Großen Generalstab. Unter gleichzeitiger Beförderung zum Hauptmann erfolgte anschließend seine Ernennung zum Kompaniechef im 4. Infanterie-Regiment Nr. 103. Diesen Posten hatte Oldershausen lediglich drei Monate inne und wurde dann Adjutant der 6. Infanterie-Brigade Nr. 64 in Dresden. Am 28. Oktober 1904 folgte seine Versetzung in den sächsischen Generalstab und seine abermalige Kommandierung in den Großen Generalstab. Nach zweijähriger Tätigkeit wurde Oldershausen dann Kompaniechef in seinem Stammbataillon. Er fungierte dann für drei Jahre als Erster Generalstabsoffizier der 1. Division Nr. 23, wurde am 23. Mai 1910 Major und als solcher am 13. September 1912 in die Zentralstelle des sächsischen Generalstabs versetzt. Von hier kommandierte man Oldershausen zur Mobilmachungs-Sektion der Eisenbahn-Abteilung im Großen Generalstab.
Mit Ausbruch des Ersten Weltkriegs wurde Oldershausen Chef des Stabes beim Chef des Feldeisenbahnwesens Wilhelm Groener im Großen Hauptquartier. Nachdem er am 1. Dezember 1914 zum Oberstleutnant befördert worden war, wurde Oldershausen Anfang Mai 1916 Leiter der neu errichteten Zentralstelle des Chefs des Feldeisenbahnwesens. Nach der Abberufung Groeners ernannte man ihn zu dessen Nachfolger als Chef des Feldeisenbahnwesens. Er verantwortete somit die gesamte Organisation der Truppentransporte und des Nachschubs sowie den weiteren Aus- und Neubau des Streckennetzes. Dieses belief sich auf rund 21.000 Kilometer Normalspur- und ca. 7.000 Kilometer Schmalspurbahn in den besetzten Gebieten. Insgesamt waren Oldershausen ca. 442.000 Personen unterstellt. Kurz nach Dienstantritt erfolgte am 4. November 1916 seine Beförderung zum Oberst. In dieser Stellung erhielt er für seine Verdienste neben dem Komturkreuz II. Klasse des Militär-St.-Heinrichs-Ordens, beide Klassen des Eisernen Kreuzes sowie am 26. März 1918 das Eichenlaub zum Orden Pour le Mérite.
Nach Kriegsende und der Demobilisierung der Behörde reichte Oldershausen seinen Abschied ein und wurde daraufhin am 4. Juli 1919 zur Disposition gestellt. Am 14. August 1919 erhielt er den Charakter als Generalmajor verliehen, wobei das Rangdienstalter auf den Tag seiner zur Dispositionsstellung festgelegt wurde.
Nach dem Krieg kehrte Oldershausen auf sein Rittergut zurück und betätigte sich in der Landwirtschaft.
Oldershausen erhielt am 27. August 1939, dem sogenannten Tannenbergtag den Charakter als Generalleutnant verliehen.

### Familie
Oldershausen hatte sich am 18. Juni 1898 in Neustädtel mit Marie von Trebra-Lindenau (* 1875) verheiratet. Aus der Ehe gingen die Kinder Maria (* 1899), Werner (* 1900) und Eberhard (* 1902) hervor.